# Hiperrzeczywistość
Hiperrzeczywistość – w filozofii Jeana Baudrillarda, rzeczywistość zapośredniczona przez symulacje, dla odbiorców bardziej rzeczywista od samej rzeczywistości, powstająca w efekcie zastąpienia elementów świata realnego znakami. Wytwarzana przez symulakrum, zacierające granice pomiędzy wyobrażeniem o rzeczy, od rzeczy samej w sobie. Jean Baudrillard użył pojęcia hiperzeczywistość po raz pierwszy w swojej książce Symulakry i symulacja z 1981 roku. Według tego autora, wraz z rozwojem systemów znakowych, granica pomiędzy światem rzeczywistym a jego przedstawieniem stopniowo zatarła się, prowadząc do uniezależnienia się znaku, jako formy obrazu rzeczywistości, od samego świata realnego.

## Koncepcja J. Baudrillarda
Jean Baudrillard wysunął hipotezę, że rzeczywistość nie istnieje, nie w dosłownym tego słowa znaczeniu lecz, że nie sposób do niej dotrzeć w formie niezapośredniczonej przez simulacrum, ponieważ różnica pomiędzy tym co rzeczywiste a jego przedstawieniem jest trudna do rozróżnienia dla ludzkiego umysłu. Symulacja prowadzi do wytworzenia hiperrzeczywistości, która nie ma jakiegokolwiek związku z rzeczywistością ponieważ została wchłonięta przez swój własny obraz i jest jedynie jego wyobrażeniem. Baudrillard uważa, że proces zmiany rzeczywistości w hiperrzeczywistość jest destrukcyjny.

## Odbiorca w hiperrzeczywistości
Według Baudrillarda w hiperrzeczywistości odbiorca nie może funkcjonować już jako całość, gdyż musi ulec fragmentaryzacji w obliczu przekazu, który jest rozdrobniony i poszatkowany. Przekaz medialny unieważnia realność przyspieszając obieg informacji co prowadzi według filozofa do utraty poczucia całości i braku świadomości następstwa zdarzeń. Przedstawiony obraz jest jedynie szczątkowym i niekompletnym obrazem rzeczywistości, w związku z czym odbiorca również musi ulec fragmentaryzacji. Według filozofa ludzka podmiotowość w świecie hiperrzeczywistości zyskuje wymiar fraktalny.